# Impacto ambiental de la guerra Israel-Gaza
Un gran impacto ambiental ha sido causado por la guerra Israel-Gaza. Debido al gran daño ambiental causado por la guerra Israel-Gaza, incluida una combinación de destrucción de tierras agrícolas, desplazamiento de personas, bombardeos y el bloqueo israelí, la Franja de Gaza está experimentando hambruna. En marzo de 2024, casi la mitad de la cubierta arbórea y las tierras de cultivo de Gaza habían sido destruidas.
Los bombardeos y el bloqueo israelíes han provocado un colapso total de la infraestructura civil de Gaza, incluido el tratamiento de aguas residuales, la eliminación de desechos, la gestión del agua y el suministro de combustible. El agua ha sido contaminada por 100 000 metros cúbicos de aguas residuales que se vierten al mar cada día debido a que Israel cortó el suministro de combustible. El agua subterránea ha sido contaminada por toxinas y municiones, y el aire ha sido contaminado por el humo y las partículas de los bombardeos. Los suelos han sido degradados por el desarraigo de árboles y contaminados por toxinas, municiones, intensos bombardeos y demoliciones. Los bombardeos del ejército israelí han creado 37 millones de toneladas de escombros y materiales peligrosos, muchos de los cuales contienen restos humanos y decenas de miles de bombas.
La magnitud y el impacto duradero de la destrucción sistemática e intencional de la agricultura en Gaza han llevado a que el grupo de investigación Forensic Architecture de Goldsmiths, University of London y la Red Palestina de ONG medioambientales soliciten que el gobierno israelí sea investigado bajo el Estatuto de Roma por el crimen de guerra de ecocidio por «daños generalizados, duraderos y graves al medio ambiente natural».

## Destrucción

### Descripción general
En marzo de 2024, se había destruido entre el 38% y el 48% de la cubierta arbórea y las tierras agrícolas de Gaza. Los periodistas de investigación de Bellingcat han descubierto que se han despejado 1740 hectáreas (4300 acres) de tierra en el área al sur de la ciudad de Gaza para que las fuerzas israelíes construyan una nueva carretera, la Ruta 749, que recorre todo el ancho de la Franja de Gaza. Según informa la Red palestina de ONG ambientalistas, «La ocupación israelí ha dañado completamente todos los elementos de la vida y todos los elementos ambientales en Gaza: destruyeron completamente la agricultura y la vida silvestre». Reuters ha descrito el daño causado a Gaza por Israel como si la hubiera convertido en un «páramo».

### Destrucción de tierras de cultivo, huertos y bosques
Antes del 7 de octubre de 2023, alrededor de 170 km2 (65 millas cuadradas) de la franja de Gaza eran granjas y huertos, el 47% de la superficie terrestre total de Gaza. A finales de febrero de 2024, los datos satelitales mostraban que el ejército israelí había destruido más de 65 km2 de granjas y huertos (38% del total). Las fuerzas israelíes utilizaron tractores, tanques y vehículos para arrancar huertos y campos de cultivo. En total, 2000 sitios agrícolas, incluidas granjas e invernaderos, fueron destruidos y, a menudo, han sido reemplazados por movimientos de tierra militares israelíes. De los 7500 invernaderos, alrededor de un tercio han sido completamente destruidos, el 90% han sido destruidos por las tropas israelíes en el norte de Gaza y alrededor del 40% en Khan Younis. Entre el 7 de octubre y el 21 de marzo, el ejército israelí y las personas atrapadas en Gaza cortando leña para cocinar y calentarse perdieron o dañaron el 48% de la cubierta arbórea de Gaza debido al bloqueo de combustible.

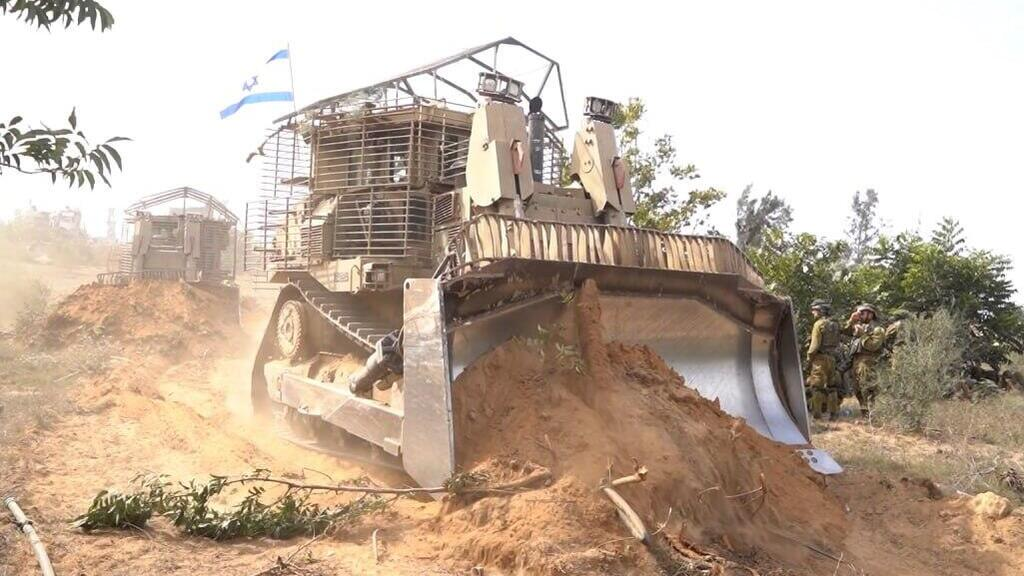
Bulldozer de las FDI derribando árboles en Gaza en octubre de 2023.

Una investigación realizada por Forensic Architecture (el grupo de investigación de Goldsmiths, University of London) encontró que los cultivos en las granjas palestinas que bordean el perímetro de Gaza habían sido fumigados con herbicidas aéreos y habían sido limpiados periódicamente por las topadoras de las fuerzas israelíes. Los francotiradores de las fuerzas de ocupación israelíes han disparado contra agricultores. Israel ha indicado que quiere crear una «zona de amortiguamiento» permanente alrededor de Gaza, donde se encontraba gran parte de la tierra agrícola. La investigación de Forensic Architecture encontró que «a lo largo de esa 'frontera' diseñada, sistemas sofisticados de vallas y vigilancia refuerzan una zona de amortiguación militar». Las Fuerzas de Defensa de Israel (FDI) han afirmado que «no dañan intencionalmente las tierras agrícolas». En abril de 2024, el alcalde de Beit Lahia declaró que Israel había destruido el 70 por ciento de los pozos de agua del norte de Gaza, así como «todos los cultivos agrícolas de la ciudad, que se considera el principal granero de la Franja».

## Contaminación
Entre el 7 de octubre de 2023 y abril de 2024, el ejército israelí lanzó decenas de miles de bombas sobre Gaza, y en enero de 2024 entre el 50% y el 62% de todos los edificios resultaron dañados o destruidos. El Programa de las Naciones Unidas para el Medio Ambiente (PNUMA) estima que los bombardeos de Israel han creado 37 millones de toneladas de escombros y materiales peligrosos, muchos de los cuales contienen restos humanos y bombas. El PNUMA ha descubierto que los intensos bombardeos de zonas pobladas como la franja de Gaza contaminan los suelos y las aguas subterráneas a largo plazo. Esto se debe a las propias municiones y cuando los edificios dañados y destruidos liberan materiales peligrosos, como asbesto, combustible y productos químicos industriales, al aire, el suelo y las aguas subterráneas. PNUMA afirma:

Se trata de una cantidad extremadamente grande de escombros, especialmente para un área tan pequeña... Los componentes de los escombros pueden contener sustancias nocivas como asbesto, metales pesados, contaminantes del fuego, municiones sin explotar y productos químicos peligrosos.

Esta declaración fue compartida por el relator especial de la ONU sobre derechos humanos y medio ambiente, David Boyd, quien dijo que las operaciones militares israelíes tuvieron consecuencias desastrosas para el medio ambiente y el clima en Gaza debido a la contaminación generalizada, la pérdida de biodiversidad, la contaminación generalizada y la continuación de la crisis climática. El relator especial de ACNUR sobre vivienda adecuada, Balakrishnan Rajagopal, y otros expertos han calificado la destrucción de domicidio.
El asedio ha provocado el colapso total de la infraestructura civil de Gaza; El tratamiento de aguas residuales, la eliminación de residuos, la gestión del agua y el suministro de combustible se han estropeado. En los 150 días transcurridos desde el 7 de octubre, se habían acumulado 70 000 toneladas de desechos sólidos en Gaza y se crearon 60 vertederos informales de desechos en el centro y sur de Gaza. El 7 de octubre de 2023, Israel cortó el suministro de combustible a Gaza y los cortes de energía resultantes impidieron bombear las aguas residuales a las plantas de tratamiento. Esto ha llevado a que 100 000 metros cúbicos de aguas residuales se viertan al mar cada día. El agua subterránea ha sido contaminada por toxinas y municiones. Los suelos han sido degradados por el desarraigo de árboles y contaminados por toxinas, municiones, intensos bombardeos y demoliciones. El aire en Gaza ha sido contaminado por el humo y las partículas de los bombardeos.

## Impacto en la salud humana

### Hambruna
Debido a una combinación de destrucción de tierras agrícolas, desplazamiento de personas, bombardeos y bloqueo israelí, la Franja de Gaza está experimentando hambruna. La mayor parte de la población de Gaza corre un riesgo inminente de morir de hambre.

### Impacto a largo plazo
La organización pacifista neerlandesa PAX ha declarado: «La guerra generalmente lo derrumba todo. En Gaza, expone a la gente a riesgos adicionales debido a la contaminación, a las aguas subterráneas contaminadas. Es la destrucción de todo aquello de lo que depende la población civil». Pehr Lodhammar, exjefe del Servicio Nacional de Acción contra las Minas de las Naciones Unidas para Irak, ha estimado que los escombros tardarán 14 años en limpiarse. El grupo de investigación de Arquitectura Forense de Goldsmiths, Universidad de Londres, describió la destrucción como sistemática y que el ejército israelí está apuntando intencionalmente a la agricultura de Gaza, afirmando que «lo que queda es devastación... un área que ya no es habitable». Dijeron:

Las granjas e invernaderos atacados son fundamentales para la producción local de alimentos para una población que ya se encuentra bajo un asedio de décadas... los efectos de esta destrucción agrícola sistemática se ven exacerbados por otros actos deliberados de privación de recursos críticos para la supervivencia palestina en Gaza.

## Ecocidio
La magnitud y el impacto duradero de la destrucción en Gaza han dado lugar a llamamientos para que se investigue al gobierno israelí por el crimen de guerra de ecocidio previsto en el Estatuto de Roma por «daños graves, generalizados, duraderos y al medio ambiente natural». Saeed Bagheri, profesor de derecho internacional en la Universidad de Reading, afirmó que había motivos suficientes para investigar el daño causado al medio ambiente de Gaza, mientras que la Red Palestina de ONG ecologistas afirmó: «Lo que está ocurriendo es, con seguridad, ecocidio ... [Esto] está dañando completamente el medio ambiente en Gaza a largo plazo, no sólo a corto plazo».
El proyecto de investigación No Traces of Life, Ecocide in Gaza 2023 – 2024 («Sin rastros de vida, ecocidio en Gaza 2023 – 2024») del grupo de investigación Arquitectura Forense de Goldsmiths, Universidad de Londres, encontró que «La destrucción de tierras agrícolas e infraestructura en Gaza es un acto deliberado de ecocidio ... las granjas e invernaderos seleccionados son fundamentales para la producción local de alimentos para una población que ya se encuentra bajo un asedio que dura décadas. Los efectos de esta destrucción agrícola sistemática se ven exacerbados por otros actos deliberados de privación de recursos críticos para la supervivencia palestina en Gaza».